# Takemitsu zamurai
Takemitsu zamurai (竹光侍?) è un manga seinen scritto da Issei Eifuku e disegnato da Taiyō Matsumoto, che è stato serializzato sulla rivista Big Comic Spirits della Shogakukan dal 2006 al 2010. In occidente è stato pubblicato in lingua francese da Kana e in quella spagnola da Glénat.

## Trama
Protagonista della storia è il ronin Seno Souichiro che nei primi giorni dell'anno appare nelle case popolari di Katagi, a Edo. Kankichi, il figlio del carpentiere, in un primo momento lo scambia per uno spirito maligno, ma poi scopre che il ronin è molto gentile e che si è appena trasferito nel gruppo di casette dove vive il bambino. Con il tempo, gli abitanti delle case notano la  strana personalità del ronin, che pare più affascinato dalla natura e dalle piccole cose della vita quotidiana più che dal combattimento e la voglia di spargere sangue. Souchiro si rivela coumunque essere un abilissimo spadaccino, sfida in duello i giovani per un puro piacere personale, senza contare che quella che ha in dotazione è una lama fatta di bambù, e quindi praticamente innocua.

## Accoglienza
La serie vanta premi e nomination di prestigio: vincitore dell'Excellence Prize agli 11simi Japan Media Arts Festival Awards del 2007. Vincitore del Premio culturale Osamu Tezuka Grand Prize alla quindicesima edizione nel 2011. Nel 2012 è stato nominato come miglior fumetto all'Angoulême International Comics Festival.